# درشر (پنسیلوانیا)
درشر (به انگلیسی: Dresher) یک منطقهٔ مسکونی در ایالات متحده آمریکا است که در پنسیلوانیا واقع شده‌است. درشر ۵٬۶۱۰ نفر جمعیت دارد.